# Fidel Mato Vázquez
Fidel Mato Vázquez (Lalín, 20 de octubre de 1927 - Valladolid, 24 de octubre de 2006), fue un ingeniero químico español que destacó como profesor universitario, investigador y traductor de libros técnicos en la segunda mitad del siglo XX.

## Comienzos

### Nacimiento e infancia
Fidel Mato Vázquez nació el 20 de octubre de 1927 en la aldea de Mato, perteneciente al ayuntamiento de Lalín, Pontevedra. Hijo de Emilio Mato, un pequeño propietario agrícola, y de Josefa Vázquez, cursa sus primeros estudios en la escuela de Cercio junto a sus hermanos Gonzalo y Amadeo.
La temprana muerte de su padre cuando Fidel tiene cinco años, y de su madre a los ocho, provoca el traslado de los tres hermanos a la cercana aldea de Castelo, donde son acogidos por sus tíos José y Victoria.

### Formación
A los diez años Fidel comienza el bachillerato como alumno interno en el colegio de los Hermanos Maristas de Lugo. De allí pasa a Santiago de Compostela, en cuya Universidad cursa simultáneamente las carreras de Ciencias Químicas y Farmacia. En esta última se licencia en 1956, y al año siguiente obtiene el título de Doctor en Ciencias Químicas con Premio Extraordinario; mientras redacta su tesis doctoral desarrolla labores de profesor de prácticas en la Facultad de Ciencias. En ese año de 1957 se casa con Julia Chaín Aguadé, con la que tendrá seis hijos a lo largo de una feliz vida matrimonial.

## Carrera profesional

### En la Universidad de Salamanca
En 1958 acepta una plaza de profesor adjunto en la Facultad de Químicas de la Universidad de Valladolid. Desempeña esta función hasta 1959, cuando obtiene por oposición la cátedra de Química Técnica de la Universidad de Salamanca. Allí desempeña una importante labor docente e investigadora a pesar de la escasez de medios, al tiempo que asume la dirección del Colegio Mayor de San Bartolomé, el más antiguo de España. También en esa época comienza su colaboración con la editorial Reverté como traductor de libros técnicos, que desarrollará durante muchos años y supondrá la edición en castellano de textos tan importantes como Fenómenos de transporte de R. Bird, W. Stewart y E. Lightfoot, Ingeniería química de J. M. Coulson y J.F. Richardson, o Análisis y simulación de procesos de D. M. Himmelblau y K. B. Bischoff.

### En la Universidad de Valladolid
En 1968 obtiene el traslado a la cátedra de Química Técnica de Valladolid, donde desarrollará el resto de su vida universitaria. Continúa una labor docente que se traduce en un total de veintiséis tesis doctorales y setenta y nueve tesinas de licenciatura dirigidas. Su actividad investigadora también fue amplia, centrándose en la medida de propiedades de mezclas y en el equilibrio entre fases, principalmente en el equilibrio líquido-vapor.
Ya en los años 70 inicia una nueva etapa profesional al ser nombrado primer Director de la Escuela Universitaria de Ingeniería Técnica Agrícola de Palencia, embrión de la actual Escuela Técnica Superior de Ingenierías Agrarias. Posteriormente será también el primer Director de la actual Escuela de Ingenierías Industriales de la Universidad de Valladolid. En ambos casos hizo frente con éxito a la compleja tarea de organizar y poner en marcha dos centros de estudios universitarios superiores. Entre los años 1972 y 1975 desempeña el Vicerrectorado de Investigación de la Universidad.

### Titulación específica en Ingeniería Química
A partir de los años 80 aborda, junto a otros destacados profesores, la transformación de la asignatura de Química Técnica en una carrera universitaria con entidad propia, orientada a la enseñanza de la ingeniería química. Las dificultades de todo tipo retrasan este objetivo hasta el año 1992 en que se comienza a impartir la titulación de Ingeniería Química en la Universidad de Valladolid, que posteriormente se integrará en la Escuela de Ingenierías Industriales.
Mientras tanto continúa su actividad docente e investigadora hasta su jubilación en el año 1993, y posteriormente como profesor emérito hasta 1998. Resultado de esta incesante labor son las numerosas publicaciones científicas, los diecisiete libros de ingeniería traducidos al español, los centros universitarios en cuya fundación fue pieza clave, y los centenares de alumnos a cuya formación contribuyó. Muchos de ellos han sido después profesores de ingeniería química en diferentes universidades españolas, como Julio Bueno de las Heras, José Coca Prados, Fernando Fernández-Polanco, Gerardo González Benito, Ángel Cartón López, María José Cocero, María del Carmen Martín González, o sus hijos Fidel y Rafael.

## Otras facetas
Desde el año 1959 simultaneó su actividad universitaria con el ejercicio de la Farmacia, como propietario de una oficina en Valladolid y miembro del Colegio Oficial de Farmacéuticos de esta provincia, de cuya Junta de Gobierno formó parte algunos años. 
Fue también habitual de una de las más prestigiosas y antiguas tertulias de Valladolid, que tuvo su sede en el hotel Felipe IV y a la que concurrieron personajes como Pedro Álvarez-Quiñones, Miguel Delibes o Emilio Alarcos.

## Fallecimiento
Fidel Mato falleció en Valladolid el 24 de octubre de 2006, a los 79 años.

## Premios y reconocimientos
- Medalla de la Universidad de Valladolid.
- Encomienda con placa de la Orden Civil de Alfonso X el Sabio.
- Medalla de oro de Ingeniería Química de la Universidad de Valladolid.
- Director honorario de la Escuela Técnica Superior de Ingenieros Industriales de la Universidad de Valladolid.
- Full member of the American Institute of Chemical Engineers (AIChE).
- Medalla de oro del Colegio oficial de Farmacéuticos de Valladolid.